# Григорян, Нарине
Нарине Григорян  (з.-арм. Նարինե Գրիգորյան) — армянская актриса и режиссер. Заслуженная артистка Республики Армения (2013).

## Биография
Нарине Григорян родилась 14 июня 1980 года в городе Степанакерт (ныне Ханкенди), Азербайджанская ССР, СССР. В 2002 году окончила Ереванский государственный институт театра и кино, позже окончила факультет театрального менеджмента в Санкт-Петербурге, Бостоне и Нью-Йорке. С 2003 года преподает актёрское мастерство и режиссуру в Ереванском государственном институте театра и кино. Она получила премию «Молодая актриса года» за роли в спектаклях «Ах, женщины» (2005) и «Медведь» Антона Чехова (2009).
В 2005 году участвовала в Международном фестивале экспериментальных театров в Каире, где представила спектакль «Охота за глазами» по произведению Г. Карапетяна. В 2007 году участвовал в фестивале «Балтийская къща» в Санкт-Петербурге, где представил спектакль «Голубой шарик» по повести Марины Цветаевой «Сказка о Русалочке». В 2011 году участвовал в фестивале «Золотая маска» в программе «Маска плюс» в Государственном театре кукол в Ереване, где представил спектакль «Полет над городом» Ануш Аслибекян. Также представлены спектакли «Будничный привет» Яана Тятте (в Русском драматическом театре имени Константина Станиславского в Ереване) и «За кадром» (импровизационный спектакль в Ереванском государственном театре пантомимы).
С 2005 года Нарине Григорян является участницей Актёрского курса для молодых режиссеров, проводимого в рамках Международного театрального фестиваля имени Антона Чехова. Также участвовала в курсах актёрского образования Анатолия Васильева в Москве, Льва Додина в Санкт-Петербурге, а также в программе театрального менеджмента в Бостоне в 2008 году, в Ателье Института Гротовского во Вроцлаве в 2009 году.